# Дунайська школа живопису

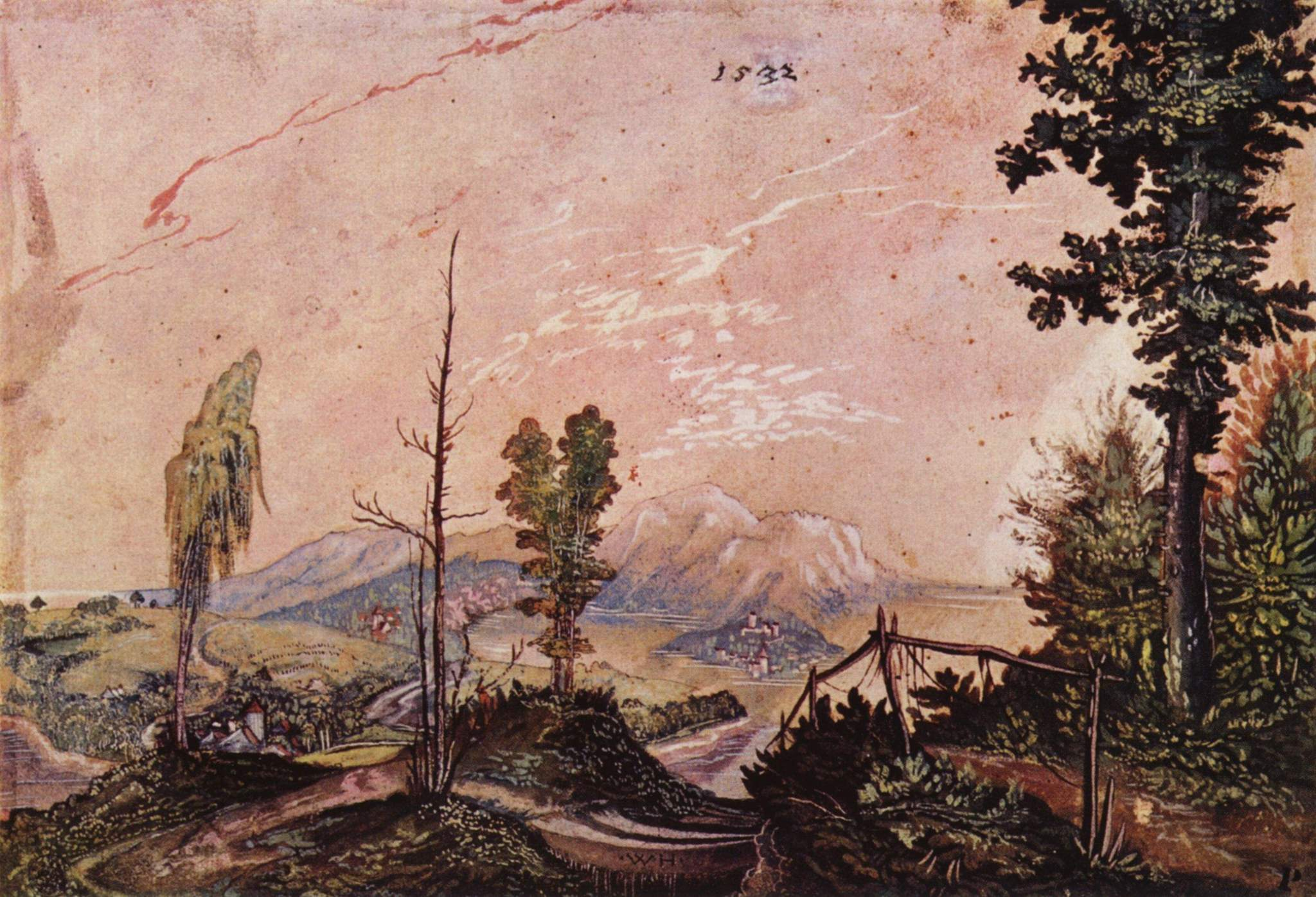
«Передальпійський краєвид» Вольф Губер

Дунайська школа живопису або Дунайський стиль (нім. Donauschule, Donaustil) — умовна назва групи німецьких художників Північного Відродження першої половини XVI століття, які відкривали в своїй творчості жанр пейзажу і вводили зображення природи як фон вівтарних картин. Територіально вони мешкали в долині Дунаю — в герцогствах Баварія, Австрія, єпископствах Пассау і Аугсбург, архієпископствах Регенсбург і Зальцбург.

## Термін
З'явилися наприкінці XIX століття в працях німецький письменника і мистецтвознавця Теодора фон Фріммеля. Термін набув широкого поширення завдяки праці Германа Фосса «Про походження Дунайського стилю».

## Характеристика
Низка дослідників вважає, що засновником школи став Лукас Кранах Старший. Втім інші мистецтвознавці розглядають цю художню школу як самостійну, яка в свою чергу вплинула на Кранаха.
Відмінністю є застосування особливо яскравих, насичених фарб при відтворенні атмосферних ефектів, а також свобода фантазії, своєрідна романтичність, часом казковість образів, інтерес до природи, насамперед до зображення річкових і лісових пейзажів, до простору і світла.
З ідейної сторони, все це представляло художнє втілення філософії пантеїзму, поетичність, містична заглибленість. Картини художників цієї школи відрізнялися свободою фантазії, емоційністю, іноді казковим сприйняттям природи. Манера малювання динамічна, переривчаста. Іноді її відрізняв невеликий мазок.
Емоційний зміст творів різноманітний: від експресії до ідилії; іноді в трактуванні пейзажних мотивів проявляються гумор або бурлеск.
Особливий характер Дунайської школи виражений в тому, що вона не прив'язана до одного певного видатного художника. Кожен художник цієї школи мав свою індивідуальність. Їх головна заслуга — в розвитку пейзажного жанру. Вперше в європейському мистецтві ці художники створюють школу пейзажного живопису. При цьому не нехтували портретом, фоном для його часто ставав пейзаж.

## Відомі представники
- Альбрехт Альтдорфер, працював в Регенсбурзі
- Лукас Кранах Старший, деякий час працював у Відні
- Ергард Альтдорфер
- Вольф Губер, працював в Пассау
- Рюланд Фрюауф Молодший, працював в Пассау
- Йорг Брей Старший, працював в Аугсбурзі
- Міхаель Остендорфер
- Георг Лембергер